# Fonte Wallace

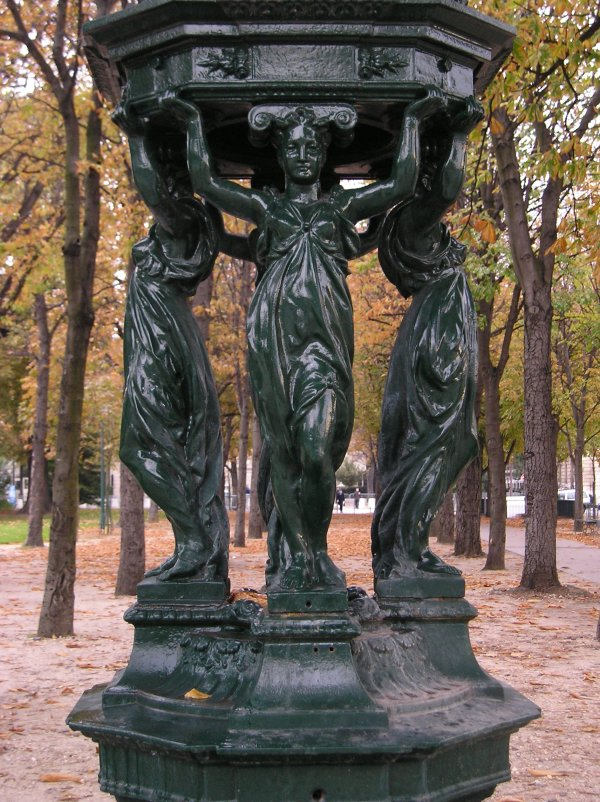
Exemplar de Fonte Wallace, em Paris

A chamada Fonte Wallace trata-se de uma série de obras de arte em ferro fundido para embelezamento de praças e parques públicos, de grande beleza e raridade, produzidas no final do século XIX.
O nome se deve ao seu idealizador, o filantropo inglês Sir Richard Wallace que doou 100 exemplares da Fonte à cidade de Paris em 1872 e, posteriormente, o fez para outras grandes cidades pelo mundo afora.
Estas fontes foram fundidas na década de 1870, pela Fundição Val d'Osne, na França, e seu escultor, Charles Lebourg, captando o espírito de sua época (o período romântico francês), fez representar, através de quatro belas cariátides , algumas virtudes eternas: a Bondade, a Caridade, a Sobriedade e a Simplicidade. Sob um pedestal destacam-se pois, as quatro delicadas estátuas femininas, trajadas em vestes gregas, que sustentam uma cúpula.

## Exemplares no Brasil
No Brasil há registro de Fontes Wallace na cidade do Rio de Janeiro, em diversos pontos:
- no Passeio Público;
- no Parque Nacional da Tijuca;
- em Botafogo;
- na Avenida Rio Branco;
- no pátio interno da Caixa Econômica Federal no Centro do Rio);
- no bairro de Santa Cruz, inicialmente instalada em frente ao Palácio Imperial (atual Batalhão Escola de Engenharia) e mais tarde transferida para a Praça Dom Romualdo;
- no Jardim Botânico há 07 fontes Wallace do tipo mural.

## Em Portugal
A mais famosa fonte Wallace de Portugal está na Praça D. Pedro IV, mais conhecida como Rossio, Em Lisboa.